# White Rock Township (Illinois)
Die White Rock Township ist eine von 24 Townships im Ogle County im Norden des US-amerikanischen Bundesstaates Illinois.

## Geografie
Die White Rock Township liegt im Norden von Illinois. Chicago liegt rund 130 km ostsüdöstlich, die Grenze zu Wisconsin rund 60 km nördlich und der Mississippi, der die Grenze zu Iowa bildet, rund 90 km westlich.
Die White Rock Township liegt auf 42°00′49″ nördlicher Breite und 89°06′34″ westlicher Länge und erstreckt sich über 92,2 km².
Die White Rock Township liegt im mittleren Osten des Ogle County und grenzt im Norden an die Scott Township, im Nordosten an die Monroe Township, im Osten an die Lynnville Township, im Südosten an die Dement Township, im Süden an die Flagg Township, im Südwesten an die Pine Rock Township und im Nordwesten an die Marion Township.

## Verkehr
Im Osten der White Rock Township kreuzen die in Ost-West-Richtung verlaufende Illinois State Route 64 und die in nord-südlicher Richtung verlaufende Illinois State Route 251. Alle weiteren Straßen sind County Highways sowie weiter untergeordnete und teilweise unbefestigte Fahrwege.
Parallel zur State Route 251 verläuft eine Eisenbahnlinie der Illinois Railway in Nord-Süd-Richtung von Rockford zum Eisenbahnknotenpunkt Rochelle in der südlich benachbarten Flagg Township.
Der nächstgelegene Flugplatz ist der 10 km südlich der Township gelegene Rochelle Municipal Airport; der nächstgelegene größere Flughafen ist der rund 15 km nördlich der Township gelegene Chicago Rockford International Airport am südlichen Stadtrand von Rockford.

## Bevölkerung
Bei der Volkszählung im Jahr 2010 hatte die Township 3181 Einwohner. Neben Streubesiedlung existieren in der White Rock Township folgende (gemeindefreie) Siedlungen:
- Holcomb1
- Kings
- White Rock

1 – überwiegend in der Scott Township